# Maison Kolowrat

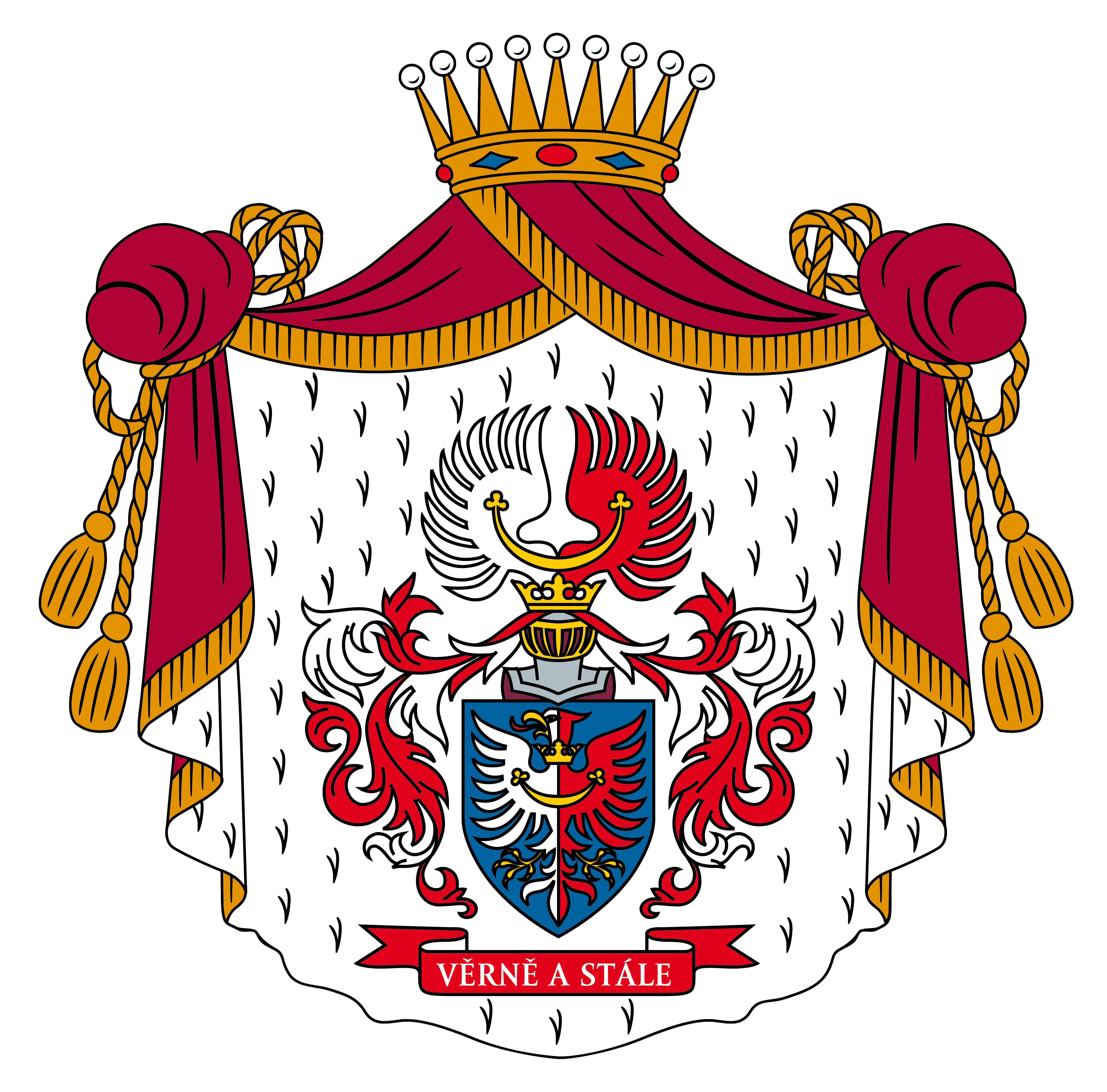
Armoiries de la Maison Kolowrat.

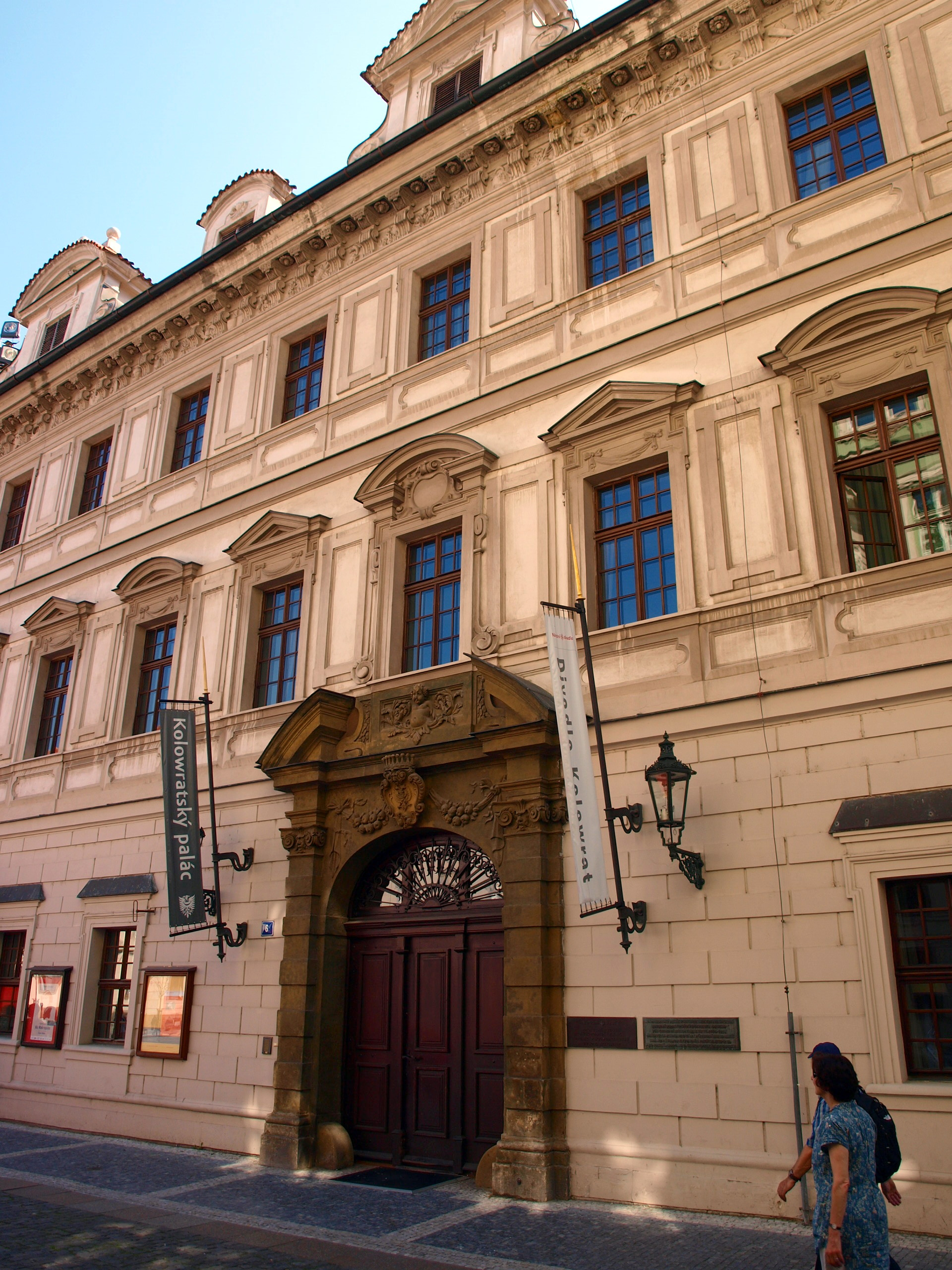
Le palais Kolowrat à Prague.

Maison de Kolowrat (en tchèque Kolovratové (anciennement Kolowratové), est une famille noble tchèque qui a joué un rôle de premier plan dans l'histoire et l'administration de leur royaume natal de Bohême ainsi que du Saint Empire romain germanique et plus tard de la monarchie des Habsbourg en tant que haut rang officiels et partisans du renouveau national tchèque.

## Historique

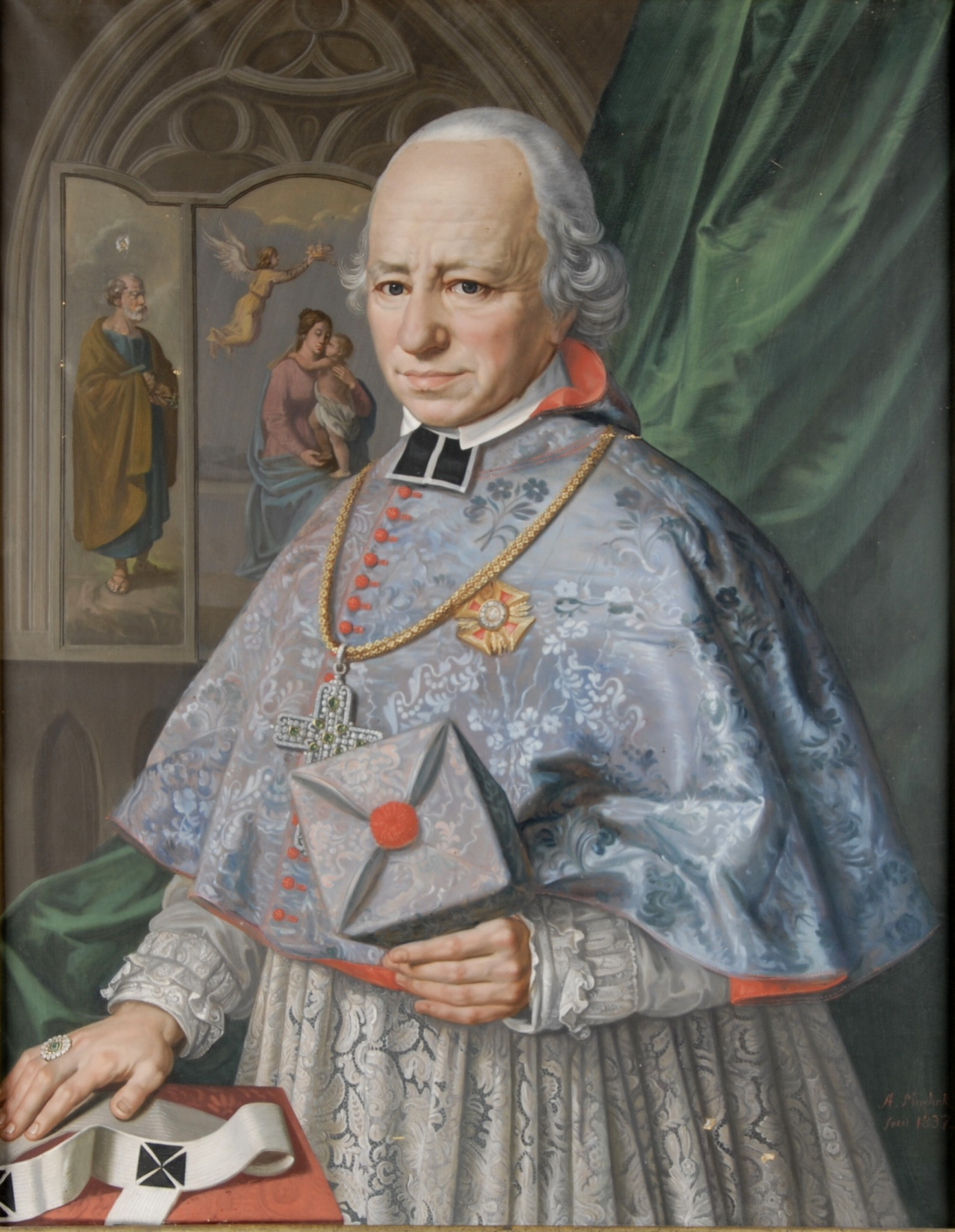
Alois Josef, comte Krakowský de Kolowrat.

Les origines de la famille Kolowrat remontent si loin dans le temps qu'elles ne sont enregistrées dans aucun document historique bohémien existant. Seules quelques légendes, comme celles racontées par les historiens Bohuslav Balbín et František Palacký, rendent compte de ces origines. Le premier Kolowrat historiquement documenté est Albrecht de Kolowrat l'Ancien. La famille a pris de l'importance pendant la monarchie des Habsbourg, au cours de laquelle ses membres ont occupé certaines des plus hautes fonctions politiques, militaires et cléricales, notamment en tant que ministres-présidents, chanceliers suprêmes, maréchaux, archevêques et chevaliers de l'Ordre de la Toison d'or.
La famille des comtes de Kolowrat est issue du clan Janovici. Il apparaît pour la première fois dans un document avec Albrecht Ier, qui est désigné en 1347 comme "Dominus Albertus de Colowrat" et comme baron. Albrecht l'Ancien de Kolowrat, dont les ancêtres sont originaires du village de Kolovraty, est considéré comme le fondateur de la dynastie. En tant que maréchal de la cour de l'impératrice Anne de Schweidnitz (épouse de Charles IV (empereur du Saint-Empire), et gouverneur du Vogtland de la cour féodale provinciale et royale. Son nom est référencé dans des documents historiques en 1347 lorsque le château de Rožmitál fut vendu et il fut mentionné comme témoin. Il s'est marié trois fois et a eu huit enfants, dont six fils qui ont ensuite jeté les bases de la maison de Kolowrat. En 1373, Albrecht de Kolowrat fonda avec ses fils un monastère augustinien de l'Assomption à Ročov, où il fut ensuite enterré en 1391. Ses descendants se sont divisés en de nombreuses branches.
Les fils et petits-enfants du seigneur Albrecht ont jeté les bases de huit branches nobles de la famille Kolowrat. Son fils aîné, Albrecht le Jeune (1369–1416), fonda la branche de Kolowrat-Liebsteinsky et peut-être celle de Kolowrat-Krakowsky, dont les descendants vivent encore aujourd'hui. Suivant l'exemple de son père, il soutient financièrement le monastère de Dolni Ročov.
Selon la plus ancienne règle de seigneurie tchèque de 1501, les seigneurs de Kolowrat se classaient au 12e rang. Un des descendants, Jáchym, fut vice-gouverneur sous le règne de Rodolphe II (empereur du Saint-Empire).
Au cours du XVIIe siècle, de nombreux changements majeurs eurent lieu pour la Maison Kolowrat.
En 1624, la famille Kolwrat fut élevé au rang de Comte impérial du Saint-Empire romain germanique avec des armoiries. Récompense royale de Bohême au titre de "haut et bien né".
En 1629, un accord familial a été conclu entre les membres masculins de toutes les branches de la famille, dans lequel l'indivisibilité de la propriété, l'entretien du monastère de Dolní Ročov, la préservation des armoiries et de l'histoire ancestrale, ainsi que la noblesse de sang.
La famille reçut le titre de Comte impérial, Francfort-sur-le-Main le 20 juillet 1658 pour Franz Karl Liebsteinsky Freiherr von Kolowrat et ses frères. Confirmation bohémienne du statut de comte, à Vienne le 8 novembre 1660 pour les frères Franz Karl, Ferdinand Ludwig et Leopold Ulrich Liebsteinsky von Kolowrat. Après la bataille de la Montagne-Blanche en 1620 à Prague, les membres du Kolowrat ont perdu une grande partie de leur fortune.
De nombreux membres sont devenus de grands mécènes, principalement de l'Église catholique. Le comte Franz Karel Ier. (1620–1700), chevalier de l'Ordre de la Toison d'or, a soutenu financièrement la construction de nombreux édifices religieux tout au long de sa vie. Le comte Jan Wilhelm Vojtěch (1627–1668) consacra sa vie à sa carrière ecclésiastique et fut plusieurs fois chanoine et prélat. En 1668, il devient même archevêque de Prague.
Au XVIIIe siècle, de nombreux Kolowrats deviennent membres d'ordres prestigieux. Plusieurs d'entre eux ont même reçu l'ordre des Habsbourg le plus prestigieux, l'Ordre de la Toison d'or. L'un de ses récipiendaires était le comte Norbert Leopold (1655-1711), qui était un partisan de longue date de l'Église catholique et de l'impératrice Éléonore de Neubourg.
Le comte Jan Nepomuk Karel, chevalier de l'Ordre des Chevaliers de Malte, a également fait don de ses collections et de la bibliothèque de Březnice avec de nombreux incunables rares et manuscrits enluminés au musée. Il n'a pas non plus négligé de soutenir les auteurs tchèques, soutenant financièrement Božena Němcova et Karel Havlíček Borovský. Il a également contribué l'un des plus gros montants pour la construction du Théâtre National. À la même époque, certains membres de la famille Kolowrat se sont lancés dans une carrière politique ou militaire. Vincenc Maria (1749–1824), chevalier de l'Ordre de la Toison d'or, devint le grand prieur des Chevaliers de Malte et, au cours de sa carrière militaire, il obtint le grade de général commandant et de lieutenant maréchal. C'est à ce grade qu'il commande une colonne d'infanterie russo-autrichienne de 16 000 hommes à la bataille d'Austerlitz le 2 décembre 1805, lorsque son armée fut vaincu par celle de l'empereur Napoléon Bonaparte. Le Comte Franz Xaver II (1803–1873) est également devenu le Grand Prieur de l'Ordre des Chevaliers de Malte et a reçu l'Ordre impérial de Léopold. Il est surtout connu en raison de son poste d'ambassadeur à la cour impériale. Le comte Leopold Maria (1804–1863) a consacré toute sa vie à une carrière militaire, devenant lieutenant maréchal et général commandant. Il devint plus tard gouverneur de Venise. N'oublions pas non plus le clergé et citons le comte Alois Josef (1759-1833), évêque adjoint d'Olomouc, évêque de Hradec Králové et archevêque de Prague à partir de 1830.
En 1848, François Kolowrat, politicien modéré d'idéologie libérale, qui fut l'adversaire du chancelier Klemens Wenzel von Metternich, prit sa succession en tant que premier ministre-président de l'empire d'Autriche au cours de la révolution de mars en 1848.
Au XXe siècle, un des aïeux de la Maison Kolowrat, Alexander Kolowrat-Krakowsky, fut un producteur de cinéma et directeur de la société cinématographique Sascha-Film.
À Prague, le palais Kolowrat appartient aux descendants de la famille kolowrat.